# Flagey (Doubs)
Flagey es una comuna francesa situada en el departamento de Doubs, en la Región de Borgoña-Franco Condado.
Está ligada a la memoria del pintor Gustave Courbet, cuya familia poseía aquí una casa.

## Lugares y monumentos
- La finca Courbet, donde vivía la familia del pintor Gustave Courbet. Se convirtió en centro cultural en 2009.

## Demografía
| 118 | 116 | 99 | 101 | 110 | 102 | 154 |
| Para los censos de 1962 a 1999 la población legal corresponde a la población sin duplicidades (Fuente: INSEE [Consultar]) |     |    |     |     |     |     |